# Randall Cordero
Randal José Cordero Aguilar (Cartago, 5 de julio de 1996), más conocido como Randall Cordero, es un futbolista costarricense que juega de defensa en el Club Sport Cartaginés, de la Primera División de Costa Rica.

## Trayectoria

### C.S. Cartaginés
Inició en el deporte en las categorías inferiores del club, específicamente en la Sub-17. Randall fue progresando positivamente hasta recalar en el conjunto absoluto en marzo de 2014. Fue inscrito en la nómina para el Campeonato de Verano, donde no apareció por cuatro juegos consecutivos. Debutó profesionalmente el 16 de abril, en el partido de su equipo contra el Santos de Guápiles en el Estadio "Fello" Meza. Cordero entró como sustitución por Andrés Sanabria y el resultado terminó con victoria de 2-0. En las jornadas 21 y 22, ante Pérez Zeledón y Deportivo Saprissa, respectivamente, el defensor quedó en el banquillo sin ningún minuto de acción. Al finalizar la etapa de clasificación del torneo, su conjunto alcanzó el noveno lugar con 24 puntos, muy lejos de la zona de semifinales. El defensa regresó a la categoría inferior, esta vez a la Sub-20 y se mantuvo por dos años. En junio de 2016 fue ascendido nuevamente por el entrenador Jeaustin Campos.

## Clubes
| Club                  | País       | Año               |
| --------------------- | ---------- | ----------------- |
| Club Sport Cartaginés | Costa Rica | 2014 - Actualidad |